# Nippancistroger koreanus
Nippancistroger koreanus är en insektsart som beskrevs av Sergey Storozhenko och Paik 2003. Nippancistroger koreanus ingår i släktet Nippancistroger och familjen Gryllacrididae. Inga underarter finns listade i Catalogue of Life.